# رحمي دوجان
رحمي دوجان (مواليد 1969، سيفاس) سياسي بيروقراطي تركي.

## مسيرته التعليمية
حصل على شهادة التعليم الابتدائي والاعدادي والثانوي في سيفاس. ثم التحق بكلية العلوم السياسية بجامعة اسطنبول عام 1987. تخرج دوجان منها عام 1991 وبدأ حياته كمرشح حاكم منطقة في عام 1994كما درس في إنجلترا لمدة 8 أشهر، وبدأ العمل كمحافظ لمنطقة باشكيفتليك عام 1997. عُيّن في ولاية قارص بموجب مرسوم المحافظين المنشور في الجريدة الرسمية في 1 يونيو 2016، ثم في محافظة هاتاي بموجب مرسوم المحافظين المنشور في الجريدة الرسمية بتاريخ 27 أكتوبر 2018.  وقدم استقالته من منصبه في مارس 2023 ليكون مرشحًا برلمانيا عن سيواس في الانتخابات العامة التركية لعام 2023. هو متزوج ولديه طفلان.

## ميسيرته الوظيفية
- 1999-2001: حاكم البيلي
- 2001-2003: نائب محافظ كيليس.
- 2003-2007: مدير فرع وزارة الداخلية المديرية العامة لإدارة المحافظة.
- 2007-2008: وزارة الداخلية المديرية العامة لإدارة المحافظات رئيس قسم إدارة المحافظات.
- 2008-2014: رئيس إدارة بالمديرية العامة لإدارة المحافظة.
- 2014-2015: رئيس قسم تقنية المعلومات بوزارة الداخلية.
- 2015-2016 : مدير عام بوزارة الداخلية.
- 2016-2018 : حاكم ولاية قارص
- 2018-2023 : حاكم ولاية هاتاي.